# Орлеан-Браганса, Мария Франсишка
Донья Мари́я Франси́шка Орлеа́н-Брага́нса (Мария Франсишка Амелия Луиза Витория Тереза Изабел Мигела Габриэла Рафаэла Гонзага; 8 сентября 1914, Э — 15 января 1968, Лиссабон) — супруга герцога Браганса Дуарте Нуно, претендента на португальский престол; дочь Педру де Алькантара, претендента на бразильский престол.

## Ранняя жизнь
Дочь Педру де Алькантара, принца Грао-Пара, и его жены, графини Елизаветы Добрженской де Добженич. Её отец был вынужден отказаться от своих династических прав, чтобы жениться на её матери, которая, несмотря на своё благородное происхождение, не принадлежала к правящей династии.
Со стороны отца Франсишка была внучкой императора Бразилии Педру II (младший брат королевы Португалии Марии II), правнучкой императора Бразилии Педру I и праправнучкой французского короля Луи-Филиппа I.
Вместе со своими братьями и сестрами принцесса Франсишка, которую семья ласково называла «Чика», провела детство в Нормандии у бабушки и дедушки. В 1920 году 6-летняя Франсишка посетила Бразилию, после того как президент Эпитасиу Песоа отменил закон об изгнании королевской семьи. Принцесса вернулась сюда уже в 1922 году по случаю празднования 100-летия независимости Бразилии. С 1936 года принцесса и её семья постоянно жила в Бразилии.

## Брак и дети
13 октября 1942 года в Рио-де-Жанейро 28-летняя Мария Франсишка вышла замуж за Дуарте Нуно, герцоге Браганса и претендента на престол Португалии. Религиозная церемония прошла в Петрополисе 15 октября того же года.
У супругов было трое детей:
- Принц Дуарте Пиу, 24-й герцог Браганса (род. 15 мая 1945, Берн, Швейцария), нынешний глава Португальского королевского дома с 1976 года.
- Инфант Мигел, 8-й принц Визеу (род. 3 декабря 1946, Берн, Швейцария), не женат и бездетен.
- Инфант Энрике, 4-й герцог Коимбра (6 ноября 1949, Берн, Швейцария — 14 февраля 2017, Феррагуду, Португалия), не женат и бездетен.

Супруги жили между Швейцарией и Францией. 27 мая 1950 года Португальское национальное собрание разрешило супругам и их детям вернуться в страну. Тем не менее, герцог и герцогиня Браганса смогли приехать только 1952 года, поскольку Дуарте Нуно получил серьёзные ранения в автомобильной аварии в Тьонвиле.
В 1951 году президент Португалии Оскар Кармона умер. Некоторое время премьер-министр Антониу ди Салазар рассматривал возможность восстановить монархию и сделать Дуарте Нуно и Франсишку новыми суверенами. Впоследствии он передумал и предпочёл остаться у власти.
Мария Франсишка умерла 15 января 1968 года в Лиссабоне. Она была похоронена в мавзолее герцогского дома Браганса в монастыре Chagas de Cristo в Вила-Висоза.

## Титулы и обращения
- 8 сентября 1914 — 13 октября 1942: Её Королевское Высочество Принцесса Мария Франсишка Орлеан-Браганса
- 13 октября 1942 — 15 января 1968: Её Королевское Высочество Герцогиня Браганса